# Elisabeth av Regenstein-Blankenburg

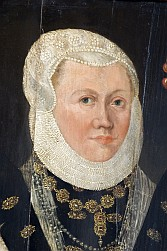
Elisabeth av Regenstein-Blankenburg.

Elisabeth av Regenstein-Blankenburg, född 1542, död den 20 juli 1584, var en tysk abbedissa och tysk-romersk furstinna som regerande abbedissa och monark av den självstyrande klosterstaten Quedlinburgs stift.
Elisabeth bekräftades som regerande abbedissa av kejsaren en dag efter sin företrädares död. Hennes installation var den första av en protestantisk abbedissa i Quedlinburg. Hon ifrågasattes av August I av Sachsen och tvingades sluta ett avtal om att valet av alla Quedlinburgs tronföljare skulle godkännas av Sachsen. Hon var också tvungen att sköta sin skattepolitik gemensamt med Sachsen. År 1583 stod hon värd för en religiös konferens mellan staterna Pfalz, Braunschweigs, Sachsens och Brandenburgs monarker.